# Lycée Claudio-Moyano
Le lycée Claudio-Moyano est un lycée public situé dans la ville de Zamora (Espagne). La construction du bâtiment a commencé en 1902 sous la direction de l'architecte espagnol Miguel Mathet y Coloma avec le soutien politique de Federico Requejo. Le nom du lycée est un hommage à l'homme politique de Zamora, Claudio Moyano, auteur de la Loi sur l'instruction publique.

## Histoire
Il a été créé en 1846 dans l'ancien couvent de La Concepción (actuellement occupé par les Archives historiques provinciales et la Bibliothèque publique de l'État). L'augmentation du nombre d'élèves, ainsi que le changement de programmes, ont conduit à un changement de lieu.
En 1901, alors que Federico Requejo était sous-secrétaire à l'instruction publique, il a été décidé de l'installer définitivement à l'endroit où il se trouve aujourd'hui. Le 15 mars 1902, la régente María Cristina signe un ordre royal autorisant le début des travaux. Ce choix d'emplacement pour la construction du nouveau lycée a été controversé à l'époque. Le 29 juin 1902, la première pierre est posée en présence de Miguel Unamuno (en tant que recteur de l'université de Salamanque) et du ministre de l'Instruction publique, le comte de Romanones. Les travaux se sont poursuivis jusqu'à la remise du bâtiment au Conseil provincial le 12 avril 1909.
Cependant, l'instabilité politique de l'époque a fait que le bâtiment soit resté vide, sans être utilisé comme établissement d'enseignement, pendant dix ans. Le 27 janvier 1919, les portes sont ouvertes pour l'année scolaire, sans portes à l'intérieur et sans vitres aux fenêtres. Depuis lors, le bâtiment a subi de nombreuses transformations.

## Description
Il s'agit d'un bâtiment rectangulaire de style historiciste. En 1989, le bâtiment a été rénové par les architectes Pedro Lucas, Jesús Perucho et Leandro Iglesias. En 1992, il a retrouvé sa fonction éducative.